# 261

## Събития
- Битката при Сердика между Авреол и узурпаторите Макриан Старши и сина му Макриан Младши